# Nelly Mousset-Vos
Nelly Mousset-Vos (1906-1987) was een Belgische operazangeres en verzetsstrijder.

## Leven
Nelly Vos was een zangeres die met haar echtgenoot, de muziekrecensent Edouard Mousset, en hun twee dochters Claire en Claude in de Brusselse gemeente Elsene woonde. Ze toerde door Europese steden als Zürich, Milaan en Parijs om Franse opera's en Italiaanse klassiekers te brengen. Eind jaren 1930 scheidde ze van haar man. Tijdens de Tweede Wereldoorlog maakte ze gebruik van haar mobiliteit als zangeres om koerierdiensten te leveren aan ontsnappingsnetwerken van het verzet. In 1943 arresteerde de Gestapo haar in Parijs op verdenking van spionage. Ze werd opgesloten in Franse en Duitse gevangenissen en werd op 1 december 1944 overgebracht naar het concentratiekamp van Ravensbrück. Daar maakte ze op kerstavond 1944 kennis met Nadine Hwang (1902-1972), een Chinese advocate die in Parijs had gewerkt voor Natalie Clifford Barney en die al een half jaar in het kamp was opgesloten. Ze werden geliefden, tot Mousset-Vos in maart 1945 werd afgevoerd naar Mauthausen. Daar werd ze op 22 april 1945 bevrijd door het Rode Kruis. Een week later werd ze herenigd met haar kinderen en familie in Brussel. Hwang, die sinds 28 april 1945 in veiligheid was gebracht in Malmö, ging eerst naar Parijs en in 1946 naar Mousset-Vos in Brussel. Ze hernam haar zangcarrière en werkte onder meer voor de Nationaal Instituut voor de Radio-omroep. In 1950 emigreerde ze met haar dochter Claude en haar lesbische geliefde naar Caracas in Venezuela. In 1969 keerde het paar terug naar Brussel. Ze rusten samen op de begraafplaats van Elsene.

## Documentaire
In het kamp hield Mousset-Vos een dagboek bij, waarvoor ze zonder succes een uitgever probeerde te vinden. Haar kleindochter Sylvie Bianchi bezorgde het samen met een aantal filmfragmenten aan de Zweedse documentairemaker Magnus Gertten, die over het liefdesverhaal van haar grootmoeder Nelly & Nadine draaide.  Deze documentaire won in 2022 de Teddy Award op het Internationaal filmfestival van Berlijn.
De historica Claire Pahaut schrijft over hen in haar boek Ces dames de Ravensbrück.

## Voetnoten
1. ↑  Queerguru’s José Mayorga reviews “Nelly and Nadine “: the unlikely love story between two women falling in love on Christmas Eve, 1944, Queerguru, 12 maart 2022
2. ↑  ‘Nelly & Nadine’: een Brusselse liefde in tijden van oorlog, BRUZZ, 4 oktober 2022
3. ↑  Nelly & Nadine: een liefdesgeschiedenis in de hel van Ravensbrück, persbericht Rijksarchief in België, 28 september 2022